# Saboteur (gioco da tavolo)
Saboteur (lett. dall'inglese Sabotatore) è un gioco di carte in stile tedesco ideato da Frederic Moyersoen e pubblicato in Germania nel 2004 da Amigo Spiele e in Italia da Giochi Uniti e Dal Negro.

## Descrizione
I giocatori impersonano dei nani divisi in due squadre, i Minatori e i Sabotatori: i primi cercano di raggiungere il tesoro racchiuso nelle profondità della montagna mentre i Sabotatori tentano di ostacolarli. Se i Minatori riusciranno a scavare un tunnel verso l'obiettivo verranno ricompensati con le pepite che troveranno, ma se dovessero fallire saranno i Sabotatori a ricevere la ricompensa. Una partita consiste di tre round, all'inizio dei quali vengono assegnati casualmente i ruoli: nessuno conosce il ruolo degli altri (che verrà svelato solo nel momento di spartizione del tesoro), quindi i giocatori cercheranno di capire "chi sta con chi" sulla base delle azioni compiute dagli avversari. Alla fine del terzo round la partita termina con la vittoria del giocatore che ha collezionato più pepite: in caso di parità, la vittoria è condivisa.

## Espansioni
Attualmente esiste un'espansione, Saboteur 2, che oltre a nuove Carte Percorso e Carte Azione aggiunge l'ulteriore suddivisione dei nani in squadre Blu e Verde e 3 nuovi ruoli:
- Boss: vince insieme a qualunque squadra Blu o Verde raggiunga la vittoria, ma percepisce una pepita in meno;
- Approfittatore: vince insieme a qualunque squadra Minatori o Sabotatori raggiunga la vittoria, ma percepisce due pepite in meno;
- Geologo: riceve una pepita per ogni cristallo visibile lungo il tunnel.